# Cristianesimo in Georgia
Il cristianesimo in Georgia è la religione più diffusa nel Paese. Secondo i dati del censimento del 2014, i cristiani rappresentano l'87,3% della popolazione e la maggioranza di essi (l'83,4%) sono ortodossi; gli armeni rappresentano il 2,9% della popolazione, i cattolici circa lo 0,5% della popolazione, i protestanti circa lo 0,1% della popolazione e i cristiani di altri gruppi circa lo 0,4% della popolazione. Della restante parte della popolazione, il 10,7% segue l'islam, lo 0,3% segue altre religioni, lo 0,5% non segue alcuna religione e l'1,2% non specifica la propria affiliazione religiosa. La costituzione sancisce la separazione tra stato e religione e prevede la libertà religiosa. Pur non prevedendo una religione di stato, la costituzione riconosce il ruolo della Chiesa ortodossa georgiana nella storia del Paese e prevede che i rapporti tra lo stato e questa Chiesa siano regolati da un concordato.

## Confessioni cristiane presenti

### Cristianesimo ortodosso
Gli ortodossi georgiani rappresentano l'83,4% della popolazione. Tra le Chiese ortodosse, quella maggiormente rappresentata è la Chiesa ortodossa georgiana, in cui si riconosce l'82% della popolazione; in misura minore sono presenti altre Chiese ortodosse, tra cui la Chiesa ortodossa russa e la Chiesa greco-ortodossa, a cui appartengono alcune minoranze etniche presenti nel Paese.

### Cristianesimo armeno
Circa il 2,9% della popolazione è legato alla Chiesa apostolica armena, una delle chiese ortodosse orientali.

### Cattolicesimo
La Chiesa cattolica è presente in Georgia con la Chiesa latina e una Chiesa di rito orientale, la Chiesa armeno-cattolica.  La Chiesa latina è organizzata con una circoscrizione ecclesiastica, l'Amministrazione apostolica del Caucaso dei Latini, la cui giurisdizione comprende il territorio della Georgia e anche dell'Armenia. La Chiesa armeno-cattolica è organizzata anch'essa con una circoscrizione, l'Ordinariato armeno dell'Europa orientale, la cui giurisdizione comprende i fedeli cattolici di rito armeno che abitano in Armenia, in Georgia e negli altri Paesi dell'Europa orientale.

### Protestantesimo
I principali gruppi protestanti presenti nel Paese sono:
- Luterani: sono rappresentati dalla Chiesa evangelica luterana in Russia, Ucraina, Kazakistan e Asia centrale, che fa parte della Federazione mondiale luterana;
- Battisti: sono rappresentati dalla Chiesa evangelica battista della Georgia;
- Pentecostali: sono presenti con diverse Chiese, fra cui la Chiesa della Fede evangelica in Georgia;[3]
- Chiesa cristiana avventista del settimo giorno: è presente con la Missione georgiana, che comprende 8 congregazioni locali.[4]

### Altre denominazioni cristiane
Fra i cristiani di altre denominazioni, sono presenti i Testimoni di Geova e piccole comunità di Molokan e della Chiesa di Gesù Cristo dei Santi degli Ultimi Giorni (i Mormoni).